# Me gusta (Valeria Marini)
Me gusta è un singolo della showgirl italiana Valeria Marini, pubblicato il 25 luglio 2019.

## Descrizione
Il brano è di genere pop latino con una base dalle influenze reggaeton, e presenta un testo in lingua spagnola alternata a frasi in italiano. La copertina del singolo è stata realizzata dal fotografo David LaChapelle.
Il brano è stato eseguito da Valeria Marini nel corso dell'ottava tappa di Battiti Live a Bari, trasmessa da Italia 1 l'8 agosto 2019.

## Video musicale
Il videoclip del brano, girato in varie location (Piazza di Spagna a Roma, Ostia Lido e la discoteca Amnesia di Ibiza), è stato pubblicato sul canale YouTube di Valeria Marini il 26 luglio 2019, e su quello dell'etichetta discografica Strakton Urbn il 31 luglio 2019.
Il video è stato al centro di numerose polemiche durante la sua fase di registrazione in modalità flash mob in Piazza di Spagna a Roma, diventando virale sui social network e catalizzando l'attenzione mediatica del periodo, a causa di alcune scene in cui Valeria Marini, dopo essere stata seguita da una grande folla lungo la scalinata di Trinità dei Monti attirando l'attenzione della polizia municipale, è entrata nell'acqua della fontana della Barcaccia, gesto che ha causato alla showgirl una multa e un daspo urbano.

## Tracce
Testi di Andrea Martinelli, musiche di KAY, Andrea Martinelli.
1. Me gusta – 3:18